# ピストルズ (小説)
『ピストルズ』は、阿部和重による日本の小説。2010年、講談社から単行本で刊行された。神の町を舞台にした著者の神町サーガというトリロジーの第二部。第46回谷崎潤一郎賞受賞作。

## 初出
『群像』2007年1月号、3月号、5月号～2009年11月号

## 書誌情報

### 単行本
- 阿部和重 『ピストルズ』 講談社、2010年8月10日、ISBN 978-4-06-216116-9

### 文庫本
- 阿部和重 『ピストルズ』（上下全2巻） 講談社文庫、2013年6月14日、上巻 ISBN 978-4-06-277562-5 下巻 ISBN 978-4-06-277563-2